# Kalle Kiiskinen
Kalle Markus Kiiskinen (Hyvinkää, 6 de septiembre de 1975) es un deportista finlandés que compitió en curling. Participó en los Juegos Olímpicos de Turín 2006, obteniendo una medalla de plata en la prueba masculina.

## Palmarés internacional
| Juegos Olímpicos | Juegos Olímpicos | Juegos Olímpicos | Juegos Olímpicos |
| Año              | Lugar            | Medalla          | Prueba           |
| ---------------- | ---------------- | ---------------- | ---------------- |
| 2006             | Turín (Italia)   | Medalla de plata | Equipo           |